# Вейхер, Эрнест
Эрнест Вейхер (ок. 1517—1598) — государственный и военный деятель Речи Посполитой, полковник королевский (1564), староста пуцкий (1582—1598), новский, собовидзский и новодворский.

## Биография
Представитель польского шляхетского рода Вейхеров герба «Вейхер». Второй сын слупского старосты и судьи Клауса Вейхера и Рамловны. Братья — епископ щецин-каменский Мартин Вейхер (1512—1556) и дидич Гневино Франтишек Вейхер (ум. 1575).
С юности Эрнест Вейхер служил дворянином при польском короле и великом князем литовском Сигизмунде II Августе, участвовал в Ливонской войне с Русским государством в 1558—1570 годах. В 1560 году в Вильно поступил на военную службу с жалованьем в размере 500 злотых. Получил титул старосты леборкского, который носил до 1569 года. В 1563 и 1567 годах Эрнест Вейхер вербовал в Померании кнехтов для польской армии. В 1563 году во главе отряда из 1600 солдат захватил замок Доле под Ригой, где взял в плен принца Христофора Мекленбургского, коадъютора и заместителя рижского архиепископа. Дальнейшая военная служба в Ливонии принесла Эрнесту Вейхеру большую славу.
В 1576—1577 годах Эрнест Вейхер участвовал в военной кампании нового польского короля Стефана Батория против восставшего Гданьска. После завершения гданьской кампании руководил строительством порта и флота в Пуцке.
С 1579 года Эрнест Вейхер участвовал в походах Стефана Батория на Русское государство. В качестве старосты пуцкого командовал полком, состоящим из 1000 немецких ландскнехтов. Участник осады и взятия Полоцка и Сокола.
В конце своей жизни (1585) Эрнест Вейхер стараниями известного польского католического теолога Петра Скарги перешел из кальвинизма в римско-католическую веру.

## Семья
Был женат на Анне Людвике Мортецкой, дочери подкомория мальборкского Мельхиора Мортецкого и сестре воеводы хелминского Людвика Мортецкого. Дети:
- Франтишек Вейхер (умер молодым), дворянин королевский
- Мельхиор Вейхер (ок. 1574—1643), каштелян эльблонгский и воевода хелминский
- Дмитрий Вейхер (ок. 1578—1628), эконом мальборкский и каштелян гданьский
- Ян Вейхер (1580—1626), воевода мальборкский и хелминский
- Людвик Вейхер (ум. 1616), подскарбий земли Прусской и эконом мальборкский
- Мартин Владислав Вейхер (ок. 1586—1610)
- София Вейхер (ум. после 1631), 1-й муж староста усвятский Ян Пётр Сапега (1569—1611), 2-й муж Фабиан Рудский
- дочь, жена каштеляна смоленского, князя Александра Мосальского
- дочь, жена Енджея Косса
- дочь, ставшая монахиней
- дочь, умерла в молодости